# Championnat NCAA de football américain 2021
Navigation
Édition précédente Édition suivante
Le Championnat NCAA de football américain 2021 est la saison 2021 du championnat de football américain universitaire de Division I (FBS) organisé par la NCAA aux États-Unis. Il rassemble 130 équipes.
La saison régulière débute le 28 août 2021 et se termine le 11 décembre 2021. L'après saison régulière FBS débutera le 18 décembre 2021 et comptera 43 bowls. La saison se terminera le 10 janvier 2021 par la finale nationale (College Football Championship Game 2021) qui se déroulera au Lucas Oil Stadium in Indianapolis dans l'Indiana. Les deux finalistes seront issus du tournoi réunissant les 4 meilleures équipes de la saison, celles-ci étant désignées par le Comité du College Football Playoff.
La présente saison est considérée également comme la 152e saison de l'histoire du football universitaire, aucun match n'ayant été joué en 1871.

## Changements

### Réalignements des conférences
| Programme                    | Ancienne conférence          | Nouvelle conférence |
| ---------------------------- | ---------------------------- | ------------------- |
| Huskies du Connecticut~      | American Athletic Conference | Indépendants        |
| Fighting Irish de Notre Dame | Atlantic Coast Conference    | Indépendants        |

- ~ : UConn est devenue indépendante en 2020 mais a annulé sa saison à la suite de la pandémie de Covid-19.
- ¤ : Notre-Dame a été intégrée en Atlantic Coast Conference pour l'unique saison 2020 à la suite de la pandémie de Covid-19.

### Les stades
- Les Blazers de l'UAB joueront leur première saison dans le Protective Stadium lequel remplace leur ancien stade, le Legion Field. Leur premier match se déroule le 2 octobre 2021 contre les Flames de Liberty[2].
- Le stade Aloha Stadium ayant été fermé, les Rainbow Warriors d'Hawaï joueront leurs matchs à domicile, en attente de leur nouveau stade, au minimum jusqu'à la saison 2023 dans le Clarence T. C. Ching Athletics Complex (en) situé sur leur campus et jusqu'ici réservé aux compétitions d'athlétisme. Un projet existe pour augmenter sa capacité jusqu'à 10 000 spectateurs avant leurs matchs à domicile de la saison 2021[3],[4].

### Les nouvelles règles
Les règles suivantes ont été approuvées par la NCAA pour la saison 2021 le 22 avril, :
- Dès la seconde prolongation (auparavant dès la troisième prolongation), les équipes marquant un touchdown devront tenter une conversion de deux points. Si les équipes sont toujours à égalité, dès la troisième prolongations (auparavant dès la cinquième prolongation), elles devront tenter une conversion de deux points en alternance. Les équipes peuvent toujours choisir d'opter pour le coup de pied (PAT) ou la conversion à deux points au cours de la première période de prolongation.
- La zone réservée aux équipes le long de la ligne de touche est fixée entre les lignes de 25 yards et entre les lignes de 20 yards. La règle avait été mise en œuvre pour la saison 2020 à la suite de la pandémie de COVID-19, celle-ci ayant été étendue entre les lignes de 15 yards.
- Les officiels veilleront également en 2021 à :
  - Pénaliser toute action de raillerie (moquerie) envers un adversaire.
  - Sanctionner automatiquement pour conduite antisportive un entraîneur qui quitte la zone de l'équipe ou se rend sur le terrain pour contester les décisions ou les appels des officiels.
  - Être plus attentif aux joueurs qui enfreignent de manière significative les règles relative aux uniformes (en particulier les pantalons, maillots et t-shirts qui s'étendent sous le torse) et retirer les contrevenants hors du terrain pour rectifier le problème.
- Le 15 avril 2021, le conseil de la division I NCAA a adopté une loi relative aux transferts ratifiée le 28 avril par son conseil d'administration qui permet aux étudiants-athlètes de baseball, basketball masculin et féminin, football américain et de hockey sur glace masculin, à être transféré sans avoir à s'abstenir de jouer pendant un an. Cette législation place dès lors ces joueurs sous les mêmes règles de transfert déjà appliquées auparavant à tous les autres sports de la DI NCAA[7],[8].

### Autres évolutions
- Le 10 juin, le Comité du College Football Playoff annonce qu'il a commencé à travailler sur une proposition visant à étendre les playoffs à 12 équipes. Sous le format proposé[9] :
  - Les six champions de conférence les mieux classés par le comité de sélection du CFP recevront des places automatiques. Les six équipes restantes seront déterminées par le classement du CFP sans restriction d'affiliation à une conférence.
  - Les quatre champions de conférence les mieux classés seront exemptés du premier tour ;
  - Les 8 équipes restantes joueraient un match à élimination directe, sur le terrain des équipes les mieux classées ;
  - Les quarts de finale et les demi-finales seraient jouées à l'occasion de bowls existants, la finale continuant à se dérouler sur un site neutre préalablement déterminé.
- Le 21 juillet, le Houston Chronicle a rapporté que les universités Oklahoma et Texas avaient approché la Southeastern Conference au sujet de la possibilité de rejoindre cette ligue, et qu'une annonce pourrait intervenir début août. La SEC et ces deux universités ont refusé de commenter ce rapport, mais n'ont pas émis de démenti définitif[10],[11].
- Le 26 juillet, Oklahoma et Texas informent le Conférence Big 12 qu'elles ne souhaitent pas prolonger leur octroi de droits de télévision au-delà de l'année sportive 2024-25 ayant l'intention de quitter la conférence[12],[13].
- Le 27 juillet, Oklahoma et Texas contactent la SEC au sujet de leur intégration dans la conférence en 2025[14],[15].
- Le 28 juillet, la Big 12 adresse une courrier à ESPN, accusant le réseau d'interférence délictuelle en travaillant avec d'autres conférences tentant d'attirer les membres du Big 12 dans le but de faciliter le transir d'Oklahoma et Texas vers la SEC. Le réseau a nié ces allégations[16].
- Le 29 juillet, les présidents et chanceliers des 14 membres actuels de la SEC votent à l'unanimité afin d'adresser des invitations à Oklahoma et au Texas pour qu'ils intègrent la SEC à compter de 2025[17].
- Le 30 juillet, les conseils d'administration d'Oklahoma et du Texas acceptent à l'unanimité les invitations de la SEC[18].
- Le 16 août, l'Associated Press publie son classement d'avant saison[19] : 
  - Alabama occupe la première place ;
  - Iowa State classé 7e, obtient son le meilleur classement de son histoire ;
  - Coastal Carolina et Louisiane, respectivement #22 et #23, deviennent les premières équipes de la Sun Belt Conference à y être classé (en pré saison).
- Le 24 août, la Pacific-12 Conference, la Big Ten Conference et l'Atlantic Coast Conference annoncent une alliance conçue pour « stabiliser l'environnement actuel », collaborant sur un certain nombre de questions touchant notamment les programmes de football américain et de basket-ball (masculin et féminin)[20].

## Premiers matchs

### Semaine zéro
La saison régulière débute le samedi 28 août avec cinq matchs lors de la semaine dénommée "zéro" :
| Match         | Match   | Match            | Lieu |
| ------------- | ------- | ---------------- | --- |
| Nebraska      | 22 - 30 | Illinois         | Le match devait se jouer à Dublin mais à la suite de la pandémie de Covid-19, il a été relocalisé et joué à Champaign dans l'Illinois. |
| UConn         | 00 - 45 | Fresno State     | Fresno, Californie |
| Hawaï         | 10 - 44 | UCLA             | Pasadena, Californie |
| UTEP          | 30 - 03 | New Mexico State | Los Angeles, Californie |
| Southern Utah | 14 - 45 | San Jose State   | San José, Californie |

### 1resemaine
La majorité des équipes de la Division I FBS débutent leur saison le weekend du Jour du Travail (Labour Day). Huit matchs sont joués sur terrain neutre :
| Date               | Match              | Match   | Match         | Lieu                               | Nom de l’événement       |
| ------------------ | ------------------ | ------- | ------------- | ---------------------------------- | ------------------------ |
| 1er septembre 2021 | Jacksonville State | 00 - 31 | UAB           | Cramton Bowl, Montgomery, Alabama  | Montgomery Kickoff       |
| 2 septembre 2021   | Appalachian State  | 33 - 19 | East Carolina | Bank of America Stadium, Charlotte | Duke's Mayo Classic      |
| 4 septembre 2021   | No. 1 Alabama      | 44 - 13 | No. 14 Miami  | Mercedes-Benz Stadium, Atlanta     | Chick-fil-A Kickoff Game |
| 4 septembre 2021   | No. 3 Clemson      | 03 - 10 | No. 5 Georgia | Bank of America Stadium, Charlotte | Duke's Mayo Classic      |
| 4 septembre 2021   | Kansas State       | 24 - 07 | Stanford      | AT&T Stadium, Arlington, Texas     | Allstate Kickoff Classic |
| 4 septembre 2021   | Houston            | 21 - 38 | Texas Tech    | NRG Stadium, Houston               | Texas Kickoff            |
| 4 septembre 2021   | Arizona            | 16 - 24 | BYU           | Allegiant Stadium, Paradise, Nevad | Vegas Kickoff Classic    |
| 6 septembre 2021   | Louisville         | 24 - 43 | Ole Miss      | Mercedes-Benz Stadium, Atlanta     | Chick-fil-A Kickoff Game |

## Résultats de la saison régulière
| Sigle | Signification                                                                                  |
| ----- | ---------------------------------------------------------------------------------------------- |
| §     | Co-champions de Conference                                                                     |
| ^     | Participant au College Football Playoff                                                        |
| †     | Champion de Conférence                                                                         |
| x     | Champion/co-champions de Division                                                              |
| ≈     | Inéligible pour un bowl d'après-saison à cause des règles de transition entre FCS et FBS       |
| ≈≈    | Inéligible pour un bowl d'après-saison à cause de sanctions (Academic Progress Rate Penalties) |

### Classement des conférences
| American Athletic Conference                                     |        |               |      |      |       |       |
| Équipe                                                           | Équipe | Équipe        | Conf | Conf | Total | Total |
| Équipe                                                           | Équipe | Équipe        | V    | D    | V     | D     |
| #4                                                               | y§^    | Cincinnati    | 8    | 0    | 13    | 0     |
| #20                                                              | y      | Houston       | 8    | 0    | 11    | 2     |
|                                                                  |        | UCF           | 5    | 3    | 8     | 4     |
|                                                                  |        | East Carolina | 5    | 3    | 7     | 5     |
|                                                                  |        | Tulsa         | 5    | 3    | 6     | 6     |
|                                                                  |        | SMU           | 4    | 4    | 8     | 4     |
|                                                                  |        | Memphis       | 3    | 5    | 6     | 6     |
|                                                                  |        | Navy          | 3    | 5    | 4     | 8     |
|                                                                  |        | Tulane        | 1    | 7    | 2     | 10    |
|                                                                  |        | South Florida | 1    | 7    | 2     | 10    |
|                                                                  |        | Temple        | 1    | 7    | 3     | 9     |
| Finale de Conférence le 4 déc. 2021 : Cincinnati 35 - 20 Houston |        |               |      |      |       |       |

| Atlantic Coast Conference                                            |        |                      |      |      |       |       |
| Équipe                                                               | Équipe | Équipe               | Conf | Conf | Total | Total |
| Équipe                                                               | Équipe | Équipe               | V    | D    | V     | D     |
| Atlantic                                                             |        |                      |      |      |       |       |
| #17                                                                  | xy     | Wake Forest          | 7    | 1    | 10    | 3     |
| #18                                                                  |        | North Carolina State | 6    | 2    | 9     | 3     |
| #19                                                                  |        | Clemson              | 6    | 2    | 9     | 3     |
|                                                                      |        | Louisville           | 4    | 4    | 6     | 6     |
|                                                                      |        | Florida State        | 4    | 4    | 5     | 7     |
|                                                                      |        | Syracuse             | 2    | 6    | 5     | 7     |
|                                                                      |        | Boston College       | 2    | 6    | 6     | 6     |
| Coastal                                                              |        |                      |      |      |       |       |
| #12                                                                  | xy§    | Pittsburgh           | 7    | 1    | 11    | 2     |
|                                                                      |        | Miami (FL)           | 5    | 3    | 7     | 5     |
|                                                                      |        | Virginia Tech        | 4    | 4    | 6     | 6     |
|                                                                      |        | Virginia             | 4    | 4    | 6     | 6     |
|                                                                      |        | North Carolina       | 3    | 5    | 6     | 6     |
|                                                                      |        | Georgia Tech         | 2    | 6    | 3     | 9     |
|                                                                      |        | Duke                 | 0    | 8    | 3     | 9     |
| Finale de Conférence le 4 déc. 2021 : Pittsburgh 45 - 31 Wake Forest |        |                      |      |      |       |       |

| Big Ten Conference                                         |        |                |      |      |       |       |
| Équipe                                                     | Équipe | Équipe         | Conf | Conf | Total | Total |
| Équipe                                                     | Équipe | Équipe         | V    | D    | V     | D     |
| East                                                       |        |                |      |      |       |       |
| #2                                                         | xy§^   | Michigan       | 8    | 1    | 12    | 1     |
| #6                                                         | x      | Ohio State     | 8    | 1    | 10    | 2     |
| #10                                                        |        | Michigan State | 7    | 2    | 10    | 2     |
|                                                            |        | Penn State     | 4    | 5    | 7     | 5     |
|                                                            |        | Maryland       | 3    | 6    | 6     | 6     |
|                                                            |        | Rutgers        | 2    | 7    | 5     | 7     |
|                                                            |        | Indiana        | 0    | 9    | 2     | 10    |
| West                                                       |        |                |      |      |       |       |
| #15                                                        | xy     | Iowa           | 7    | 2    | 10    | 3     |
|                                                            |        | Minnesota      | 6    | 3    | 8     | 4     |
|                                                            |        | Wisconsin      | 6    | 3    | 8     | 4     |
|                                                            |        | Purdue         | 6    | 3    | 8     | 4     |
|                                                            |        | Illinois       | 4    | 5    | 5     | 7     |
|                                                            |        | Nebraska       | 1    | 8    | 3     | 9     |
|                                                            |        | Northwestern   | 1    | 8    | 3     | 9     |
| Finale de Conférence le 4 déc. 2021 : Michigan 42 - 3 Iowa |        |                |      |      |       |       |

| Big 12 Conference                                                   |        |                |      |      |       |       |
| Équipe                                                              | Équipe | Équipe         | Conf | Conf | Total | Total |
| Équipe                                                              | Équipe | Équipe         | V    | D    | V     | D     |
| #9                                                                  | y      | Oklahoma State | 8    | 1    | 11    | 2     |
| #7                                                                  | y^     | Baylor         | 7    | 2    | 11    | 2     |
| #16                                                                 |        | Oklahoma       | 7    | 2    | 10    | 2     |
|                                                                     |        | Iowa State     | 5    | 4    | 7     | 5     |
|                                                                     |        | Kansas State   | 4    | 5    | 7     | 5     |
|                                                                     |        | West Virginia  | 4    | 5    | 6     | 6     |
|                                                                     |        | Texas          | 3    | 6    | 5     | 7     |
|                                                                     |        | TCU            | 3    | 6    | 5     | 7     |
|                                                                     |        | Texas Tech     | 3    | 6    | 6     | 6     |
|                                                                     |        | Kansas         | 1    | 8    | 2     | 10    |
| Finale de Conférence le 4 déc. 2021 : Baylor 21 - 16 Oklahoma State |        |                |      |      |       |       |

| Conference USA                                                      |        |                  |      |      |       |       |
| Équipe                                                              | Équipe | Équipe           | Conf | Conf | Total | Total |
| Équipe                                                              | Équipe | Équipe           | V    | D    | V     | D     |
| East                                                                |        |                  |      |      |       |       |
|                                                                     | xy     | Western Kentucky | 7    | 1    | 8     | 5     |
|                                                                     |        | Marshall         | 5    | 3    | 7     | 5     |
|                                                                     |        | Old Dominion     | 5    | 3    | 6     | 6     |
|                                                                     |        | Middle Tennessee | 4    | 4    | 6     | 6     |
|                                                                     |        | Florida Atlantic | 3    | 5    | 5     | 7     |
|                                                                     |        | Charlotte        | 3    | 5    | 5     | 7     |
|                                                                     |        | FIU              | 0    | 8    | 1     | 11    |
| West                                                                |        |                  |      |      |       |       |
|                                                                     | xy§    | UTSA             | 7    | 1    | 12    | 1     |
|                                                                     |        | UAB              | 6    | 2    | 8     | 4     |
|                                                                     |        | North Texas      | 5    | 3    | 6     | 6     |
|                                                                     |        | UTEP             | 4    | 4    | 7     | 5     |
|                                                                     |        | Rice             | 3    | 5    | 4     | 8     |
|                                                                     |        | Southern Miss    | 2    | 6    | 3     | 9     |
|                                                                     |        | Louisiana Tech   | 2    | 6    | 3     | 9     |
| Finale de Conférence le 3 déc. 2021 : UTSA 49 - 41 Western Kentucky |        |                  |      |      |       |       |

| Mid-American Conference                                                    |        |                   |      |      |       |       |
| Équipe                                                                     | Équipe | Équipe            | Conf | Conf | Total | Total |
| Équipe                                                                     | Équipe | Équipe            | V    | D    | V     | D     |
| East                                                                       |        |                   |      |      |       |       |
|                                                                            | xy     | Kent State        | 6    | 2    | 7     | 6     |
|                                                                            |        | Miami (Ohio)      | 5    | 3    | 6     | 6     |
|                                                                            |        | Ohio              | 3    | 5    | 3     | 9     |
|                                                                            |        | Bowling Green     | 2    | 6    | 4     | 8     |
|                                                                            |        | Buffalo           | 2    | 6    | 4     | 8     |
|                                                                            |        | Akron             | 1    | 7    | 2     | 10    |
| West                                                                       |        |                   |      |      |       |       |
|                                                                            | xy§    | Northern Illinois | 6    | 2    | 9     | 4     |
|                                                                            | x      | Central Michigan  | 6    | 2    | 8     | 4     |
|                                                                            |        | Toledo            | 5    | 3    | 7     | 5     |
|                                                                            |        | Ball State        | 4    | 4    | 6     | 6     |
|                                                                            |        | Eastern Michigan  | 4    | 4    | 7     | 4     |
|                                                                            |        | Western Michigan  | 4    | 4    | 7     | 5     |
| Finale de Conférence le 4 déc. 2021 : Northern Illinois 41 - 23 Kent State |        |                   |      |      |       |       |

| Mountain West Conference                                                 |        |                 |      |      |       |       |
| Équipe                                                                   | Équipe | Équipe          | Conf | Conf | Total | Total |
| Équipe                                                                   | Équipe | Équipe          | V    | D    | V     | D     |
| Mountain                                                                 |        |                 |      |      |       |       |
|                                                                          | xy§    | Utah State      | 6    | 2    | 10    | 3     |
|                                                                          | x      | Air Force       |      |      |       |       |
|                                                                          |        | Boise State     | 6    | 2    | 9     | 3     |
|                                                                          |        | Wyoming         | 5    | 3    | 7     | 5     |
|                                                                          |        | Colorado State  | 2    | 6    | 6     | 6     |
|                                                                          |        | New Mexico      | 1    | 7    | 3     | 9     |
| West                                                                     |        |                 |      |      |       |       |
| #24                                                                      | xy     | San Diego State | 7    | 1    | 11    | 2     |
|                                                                          |        | Fresno State    | 6    | 2    | 9     | 3     |
|                                                                          |        | Nevada          | 5    | 3    | 8     | 4     |
|                                                                          |        | San Jose State  | 3    | 5    | 5     | 7     |
|                                                                          |        | Hawaii          | 3    | 5    | 6     | 7     |
|                                                                          |        | UNLV            | 2    | 6    | 2     | 10    |
| Finale de Conférence le 4 déc. 2021 : Utah State 46 - 13 San Diego State |        |                 |      |      |       |       |

| Pacific-12 Conference                                     |        |                  |      |      |       |       |
| Équipe                                                    | Équipe | Équipe           | Conf | Conf | Total | Total |
| Équipe                                                    | Équipe | Équipe           | V    | D    | V     | D     |
| North                                                     |        |                  |      |      |       |       |
| #14                                                       | xy     | Oregon           | 7    | 2    | 10    | 3     |
|                                                           |        | Washington State | 6    | 3    | 7     | 5     |
|                                                           |        | Oregon State     | 5    | 4    | 7     | 5     |
|                                                           |        | California       | 4    | 5    | 5     | 7     |
|                                                           |        | Washington       | 3    | 6    | 4     | 8     |
|                                                           |        | Stanford         | 2    | 7    | 3     | 9     |
| South                                                     |        |                  |      |      |       |       |
| #11                                                       | xy§    | Utah             | 8    | 1    | 10    | 3     |
|                                                           |        | Arizona State    | 6    | 3    | 8     | 4     |
|                                                           |        | UCLA             | 6    | 3    | 8     | 4     |
|                                                           |        | USC              | 3    | 6    | 4     | 8     |
|                                                           |        | Colorado         | 3    | 6    | 4     | 8     |
|                                                           |        | Arizona          | 1    | 8    | 1     | 11    |
| Finale de Conférence le 3 déc. 2021 : Utah 38 - 10 Oregon |        |                  |      |      |       |       |

| Southeastern Conference (SEC)                                 |        |                        |      |      |       |       |
| Équipe                                                        | Équipe | Équipe                 | Conf | Conf | Total | Total |
| Équipe                                                        | Équipe | Équipe                 | V    | D    | V     | D     |
| East                                                          |        |                        |      |      |       |       |
| #3                                                            | x^     | Georgia                | 8    | 0    | 12    | 1     |
| #22                                                           |        | Kentucky               | 5    | 3    | 9     | 3     |
|                                                               |        | Tennessee              | 4    | 4    | 7     | 5     |
|                                                               |        | Missouri               | 3    | 5    | 6     | 6     |
|                                                               |        | South Carolina         | 3    | 5    | 6     | 6     |
|                                                               |        | Florida                | 2    | 6    | 6     | 6     |
|                                                               |        | Vanderbilt             | 0    | 8    | 2     | 10    |
| West                                                          |        |                        |      |      |       |       |
| #1                                                            | x§^    | Alabama                | 7    | 1    | 12    | 1     |
| #8                                                            |        | Ole Miss (Mississippi) | 6    | 2    | 10    | 2     |
| #21                                                           |        | Arkansas               | 4    | 4    | 8     | 4     |
|                                                               |        | Mississippi State      | 4    | 4    | 7     | 5     |
| #25                                                           |        | Texas A&M              | 4    | 4    | 8     | 4     |
|                                                               |        | Auburn                 | 3    | 5    | 6     | 6     |
|                                                               |        | LSU                    | 3    | 5    | 6     | 6     |
| Finale de Conférence le 4 déc. 2021 : Alabama 41 - 24 Georgia |        |                        |      |      |       |       |

| Sun Belt Conference                                                       |        |                   |      |      |       |       |
| Équipe                                                                    | Équipe | Équipe            | Conf | Conf | Total | Total |
| Équipe                                                                    | Équipe | Équipe            | V    | D    | V     | D     |
| East                                                                      |        |                   |      |      |       |       |
|                                                                           | xy     | Appalachian State | 7    | 1    | 10    | 3     |
|                                                                           |        | Georgia State     | 6    | 2    | 7     | 5     |
|                                                                           |        | Coastal Carolina  | 6    | 2    | 10    | 2     |
|                                                                           |        | Troy              | 3    | 5    | 5     | 7     |
|                                                                           |        | Georgia Southern  | 2    | 6    | 3     | 9     |
| West                                                                      |        |                   |      |      |       |       |
| #23                                                                       | xy§    | Louisiana         | 8    | 0    | 12    | 1     |
|                                                                           |        | Texas State       | 3    | 5    | 4     | 8     |
|                                                                           |        | Louisiana-Monroe  | 2    | 6    | 4     | 8     |
|                                                                           |        | South Alabama     | 2    | 6    | 5     | 7     |
|                                                                           |        | Arkansas State    | 1    | 7    | 2     | 10    |
| Finale de Conférence le 4 déc. 2021 : Louisiana 24 - 16 Appalachian State |        |                   |      |      |       |       |

| Independents |                     |       |       |
| Équipe       | Équipe              | Total | Total |
| Équipe       | Équipe              | V     | D     |
| #5           | Notre Dame          | 11    | 1     |
| #13          | Brigham Young (BYU) | 10    | 2     |
|              | Army                | 8     | 4     |
|              | Liberty             | 7     | 5     |
|              | New Mexico State    | 2     | 10    |
|              | UMass               | 1     | 11    |
|              | UConn               | 1     | 11    |

### Finales de conférence
| Conférences | Dates           | Stades                                               | Finales                               | Finales | Finales                                     |
| ----------- | --------------- | ---------------------------------------------------- | ------------------------------------- | ------- | ------------------------------------------- |
| Conférences | Dates           | Stades                                               | Vainqueurs                            | Scores  | Finalistes                                  |
| AAC         | 4 décembre 2021 | Nippert Stadium, Cincinnati, Ohio                    | #4 Bearcats de Cincinnati             | 35 - 20 | #21 Cougars de Houston                      |
| ACC         | 4 décembre 2021 | Bank of America Stadium, Charlotte, Caroline du Nord | #15 Panthers de Pittsburgh (Coastal)  | 45 - 21 | #16 Demon Deacons de Wake Forest (Atlantic) |
| Big Ten     | 4 décembre 2021 | Lucas Oil Stadium, Indianapolis, Indiana             | #2 Wolverines du Michigan (East)      | 42 - 03 | #13 Hawkeyes de l'Iowa (West)               |
| BIG 12      | 4 décembre 2021 | AT&T Stadium, Arlington, Texas                       | #9 Bears de Baylor                    | 21 - 16 | #5 Cowboys d'Oklahoma State                 |
| C-USA       | 3 décembre 2021 | Alamodome, San Antonio, Texas                        | Roadrunners de l'UTSA (West)          | 49 - 41 | Hilltoppers de Western Kentucky (East)      |
| MAC         | 4 décembre 2021 | Ford Field, Détroit, Michigan                        | Huskies de Northern Illinois (West)   | 41 - 23 | Golden Flashes de Kent State (East)         |
| MW          | 4 décembre 2021 | Dignity Health Sports Park, Carson, Californie       | Aggies d'Utah State (Mountain)        | 46 - 13 | #19 Aztecs de San Diego State (West)        |
| Pac-12      | 3 décembre 2021 | Allegiant Stadium, Paradise, Nevada                  | #17 Utes de l'Utah (South)            | 38 - 10 | #10 Ducks de l'Oregon (North)               |
| SEC         | 4 décembre 2021 | Mercedes-Benz Stadium, Atlanta, Géorgie              | #3 Crimson Tide de l'Alabama (West)   | 41 - 24 | #1 Bulldogs de la Géorgie (East)            |
| Sun Belt    | 4 décembre 2021 | Cajun Field, Lafayette, Louisiane                    | #24 Ragin' Cajuns de Louisiane (West) | 24 - 16 | Mountaineers d'Appalachian State (East)     |

### Palmarès des conférences
| Conférence | Champion          | MVP (Joueur global de l'année)            | Joueur offensif de l'année                 | Joueur défensif de l'année                 | Entraîneur de l'année                  |
| ---------- | ----------------- | ----------------------------------------- | ------------------------------------------ | ------------------------------------------ | -------------------------------------- |
| AAC        | Cincinnati        | Non présenté par la conférence            | Desmond Ridder, QB, Cincinnati             | Ahmad Gardner, CB, Cincinnati              | Luke Fickell (en), Cincinnati          |
| ACC        | Pittsburgh        | Kenny Pickett, QB, Pittsburgh             | Kenny Pickett, QB, Pittsburgh              | Jermaine Johnson II, DE, Florida State     | Dave Clawson (en), Wake Forest         |
| B10        | Michigan          | Non présenté par la conférence            | C. J. Stroud, QB, Ohio State               | Aidan Hutchinson, DE, Michigan             | Mel Tucker (en), Michigan State        |
| B12        | Baylor            | Non présenté par la conférence            | Breece Hall, RB, Iowa State                | Jalen Pitre (en), DB, Baylor               | Mike Gundy (en), Oklahoma State        |
| C-USA      | UTSA              | Bailey Zappe (en), QB, Western Kentucky   | Sincere McCormick (en), RB, UTSA           | DeAngelo Malone (en), DE, Western Kentucky | Jeff Traylor (en), UTSA                |
| MAC        | Northern Illinois | Dustin Crum (en), QB, Kent State          | Lew Nichols III (en), RB, Central Michigan | Ali Fayad, DE, Western Michigan            | Thomas Hammock (en), Northern Illinois |
| MWC        | Utah State        | Non présenté par la conférence            | Carson Strong (en), QB, Nevada             | Cameron Thomas (en), DL, San Diego State   | Brady Hoke (en), San Diego State       |
| Pac-12     | Utah              | Non présenté par la conférence            | Drake London, WR, USC                      | Devin Lloyd (en), LB, Utah                 | Kyle Whittingham (en), Utah            |
| SEC        | Alabama           |                                           | Bryce Young, QB, Alabama                   | Will Anderson Jr (en), LB, Alabama         | Kirby Smart, Georgia                   |
| Sun Belt   | Louisiana         | Grayson McCall (en), QB, Coastal Carolina | Jalen Tolbert (en), WR, South Alabama      | D'Marco Jackson, LB, Appalachian State     | Billy Napier (en), Louisiana           |

### Classement Top-25
L'évolution au fil des semaines du classement CFP (ainsi que ceux des médias AP et USA Today Coaches) peut être visualisée sur cette page.

## College Football Playoff
Le système du College Football Playoff est utilisé pour déterminer le champion annuel de la NCAA Division I Football Bowl Subdivision. Treize experts composent un comité qui est chargé d'établir la liste des vingt-cinq meilleures équipes après les matchs des sept derniers week-ends de compétition. Les quatre premières équipes du dernier classement sont qualifiées pour jouer les demi-finales du CFP et les vainqueurs se disputent ensuite le titre lors du College Football Championship Game.
|  | Demi-finales                          | Demi-finales                          |                              |    | Finale                                                   | Finale                                                   |
|  | Demi-finales                          | Demi-finales                          |                              |    | Finale                                                   | Finale                                                   |
|  |                                       |                                       |                              |    |                                                          |                                                          |
|  | Cotton Bowl Classic, 31 décembre 2021 | Cotton Bowl Classic, 31 décembre 2021 |                              |    | College Football Championship Game 2022, 10 janvier 2022 | College Football Championship Game 2022, 10 janvier 2022 |
|  | Cotton Bowl Classic, 31 décembre 2021 | Cotton Bowl Classic, 31 décembre 2021 |                              |    | College Football Championship Game 2022, 10 janvier 2022 | College Football Championship Game 2022, 10 janvier 2022 |
|  | #1 Crimson Tide de l'Alabama          | 27                                    |                              |    | College Football Championship Game 2022, 10 janvier 2022 | College Football Championship Game 2022, 10 janvier 2022 |
|  | #1 Crimson Tide de l'Alabama          | 27                                    |                              |    | College Football Championship Game 2022, 10 janvier 2022 | College Football Championship Game 2022, 10 janvier 2022 |
|  | #4 Bearcats de Cincinnati             | 06                                    |                              |    | College Football Championship Game 2022, 10 janvier 2022 | College Football Championship Game 2022, 10 janvier 2022 |
|  | #4 Bearcats de Cincinnati             | 06                                    | #1 Crimson Tide de l'Alabama | 18 |                                                          |                                                          |
|  | Orange Bowl, 31 décembre 2021         |                                       | #1 Crimson Tide de l'Alabama | 18 |                                                          |                                                          |
|  |                                       | #3 Bulldogs de la Géorgie             | 33                           |    |                                                          |                                                          |
|  | #2 Wolverines du Michigan             | #3 Bulldogs de la Géorgie             | 33                           | 11 |                                                          |                                                          |
|  | #2 Wolverines du Michigan             |                                       |                              | 11 |                                                          |                                                          |
|  | #3 Bulldogs de la Géorgie             | 34                                    |                              |    |                                                          |                                                          |
|  | #3 Bulldogs de la Géorgie             | 34                                    |                              |    |                                                          |                                                          |

## Bowls
À la suite d'un nombre trop élevé de joueurs détectés positifs au Covid-19, plusieurs équipes ont dû renoncer à participer au bowl pour lequel elles étaient qualifiées.
| Bowl annulé            | Date             | Match prévu | Équipe forfait | Référence |
| ---------------------- | ---------------- | --- | --- | --- |
| Hawaii Bowl            | 24 décembre 2021 | Rainbow Warriors d'Hawaï - Tigers de Memphis                                                                        | Hawaï | [ 23 ] |
| Military Bowl          | 27 décembre 2021 | Pirates d'East Carolina - Eagles de Boston College                                                                  | Boston College | [ 24 ] |
| Fenway Bowl            | 29 décembre 2021 | Cavaliers de la Virginie - Mustangs de SMU                                                                          | Virginia | [ 24 ] |
| Holiday Bowl - Reporté | 28 décembre 2021 | Bruins de l'UCLA - #18 Wolfpack de North Carolina State                                                             | UCLA | [ 25 ] |
| Arizona Bowl           | 31 décembre 2021 | Broncos de Boise State - Chippewas de Central Michigan                                                              | Boise State | , |
| Bowl reconstitué       |                  | | | |
| Sun Bowl               | 31 décembre 2021 | Miami qui avait déclaré forfait est remplacé par Central Michigan récupéré de l'Arieona Bowl annulé le 28 décembre. | Miami qui avait déclaré forfait est remplacé par Central Michigan récupéré de l'Arieona Bowl annulé le 28 décembre. | Miami qui avait déclaré forfait est remplacé par Central Michigan récupéré de l'Arieona Bowl annulé le 28 décembre. |

| Date             | Bowl                               | Lieu                                      | Équipe 1                        | Équipe 2                    | Score   |
| ---------------- | ---------------------------------- | ----------------------------------------- | ------------------------------- | --------------------------- | ------- |
| 30 décembre 2021 | Peach Bowl                         | Mercedes-Benz Stadium Atlanta, Géorgie    | #10 Spartans de Michigan State  | #12 Panthers de Pittsburgh  | 31 - 21 |
| 31 décembre 2021 | Cotton Bowl Classic (½ finale CFP) | AT&T Stadium Arlington, TX                | #1 Crimson Tide de l'Alabama    | #4 Bearcats de Cincinnati   | 27 - 06 |
| 31 décembre 2021 | Orange Bowl (½ finale CFP)         | Hard Rock Stadium Miami Gardens, FL       | #2 Wolverines du Michigan       | #3 Bulldogs de la Géorgie   | 11 - 34 |
| 1er janvier 2022 | Fiesta Bowl                        | State Farm Stadium Glendale, Arizona      | #5 Fighting Irish de Notre-Dame | #9 Cowboys d'Oklahoma State | 35 37   |
| 1er janvier 2022 | Rose Bowl                          | Rose Bowl Pasadena, CA                    | #11 Utes de l'Utah              | #6 Buckeyes d'Ohio State    | 45 - 48 |
| 1er janvier 2022 | Sugar Bowl                         | Caesars Superdome La Nouvelle-Orléans, LA | #7 Bears de Baylor              | #8 Rebels d'Ole Miss        | 21 - 07 |
| 10 janvier 2022  | College Football Championship Game | Lucas Oil Stadium Indianapolis, IN        | #1 Crimson Tide de l'Alabama    | #3 Bulldogs de la Géorgie   | 18 - 33 |

| Date             | Bowl                      | Lieu                                                   | Équipe 1                                | Équipe 2                        | Score             |
| ---------------- | ------------------------- | ------------------------------------------------------ | --------------------------------------- | ------------------------------- | ----------------- |
| 17 décembre 2021 | Bahamas Bowl (en)         | Thomas Robinson Stadium Nassau (Bahamas)               | Blue Raiders de Middle Tennessee        | Rockets de Toledo               | 31 - 24           |
| 17 décembre 2021 | Cure Bowl (en)            | Camping World Stadium Orlando (Floride)                | Chanticleers de Coastal Carolina        | Huskies de Northern Illinois    | 47 - 41           |
| 18 décembre 2021 | Boca Raton Bowl (en)      | FAU Stadium Boca Raton (Floride)                       | Mountaineers d'Appalachian State        | Hilltoppers de Western Kentucky | 38 - 59           |
| 18 décembre 2021 | New Mexico Bowl (en)      | University Stadium Albuquerque (Nouveau-Mexique)       | Bulldogs de Fresno State                | Miners de l'UTEP                | 31 - 24           |
| 18 décembre 2021 | Independence Bowl (en)    | Independence Stadium Shreveport (Louisiane)            | #13 Cougars de BYU                      | Blazers de l'UAB                | 28 - 31           |
| 18 décembre 2021 | LendingTree Bowl (en)     | Hancock Whitney Stadium (en) Mobile (Alabama)          | Flames de Liberty                       | Eagles d'Eastern Michigan       | 56 - 20           |
| 18 décembre 2021 | LA Bowl (en)              | SoFi Stadium Inglewood (Californie)                    | Beavers d'Oregon State                  | Aggies d'Utah State             | 13 - 24           |
| 18 décembre 2021 | New Orleans Bowl (en)     | Caesars Superdome La Nouvelle-Orléans (Louisiane)      | Thundering Herd de Marshall             | #23 Ragin' Cajuns de Louisiane  | 21 - 36           |
| 20 décembre 2021 | Myrtle Beach Bowl         | Brooks Stadium Conway (Caroline du Sud)                | Monarchs d'Old Dominion                 | Golden Hurricane de Tulsa       | 17 - 30           |
| 21 décembre 2021 | Famous Idaho Potato Bowl  | Albertsons Stadium Boise (Idaho)                       | Golden Flashes de Kent State            | Cowboys du Wyoming              | 38 - 58           |
| 21 décembre 2021 | Frisco Bowl               | Toyota Stadium Frisco (Texas)                          | Roadrunners de l'UTSA                   | #24 Aztecs de San Diego State   | 24 - 38           |
| 22 décembre 2021 | Armed Forces Bowl         | Amon G. Carter Stadium Fort Worth (Texas)              | Black Knights de l'Army                 | Tigers du Missouri              | 24 - 22           |
| 23 décembre 2021 | Frisco Football Classic   | Toyota Stadium Frisco (Texas)                          | RedHawks de Miami                       | Mean Green de North Texas       | 27 - 14           |
| 23 décembre 2021 | Gasparilla Bowl           | Raymond James Stadium Tampa (Floride)                  | Gators de la Floride                    | Knights de l'UCF                | 17 - 29           |
| 24 décembre 2021 | Hawaii Bowl               | Ching Athletics Complex (en) Honolulu (Hawaï)          | Rainbow Warriors d'Hawaï                | Tigers de Memphis               | Annulé (Covid-19) |
| 25 décembre 2021 | Camellia Bowl             | Cramton Bowl Montgomery (Alabama)                      | Cardinals de Ball State                 | Panthers de Georgia State       | 20 - 51           |
| 27 décembre 2021 | Quick Lane Bowl           | Ford Field Detroit (Michigan)                          | Wolf Pack du Nevada                     | Broncos de Western Michigan     | 24 - 52           |
| 27 décembre 2021 | Military Bowl             | Navy-Marine Corps Memorial Stadium Annapolis (Maryland | Pirates d'East Carolina                 | Eagles de Boston College        | Annulé (Covid-19) |
| 28 décembre 2021 | Birmingham Bowl           | Protective Stadium Birmingham (Alabama)                | #20 Cougars de Houston                  | Tigers d'Auburn                 | 17 - 13           |
| 28 décembre 2021 | First Responder Bowl      | Gerald J. Ford Stadium University Park (Texas)         | Falcons de l'Air Force                  | Cardinals de Louisville         | 31 - 28           |
| 28 décembre 2021 | Liberty Bowl              | Liberty Bowl Memorial Stadium Memphis (Tennessee)      | Red Raiders de Texas Tech               | Bulldogs de Mississippi State   | 34 - 7            |
| 28 décembre 2021 | Holiday Bowl              | Petco Park San Diego (Californie)                      | Bruins de l'UCLA                        | #18 Wolfpack de NC State        | Annulé (Covid-16) |
| 28 décembre 2021 | Guaranteed Rate Bowl (en) | Chase Field Phoenix (Arizona)                          | Mountaineers de la Virginie-Occidentale | Golden Gophers du Minnesota     | 6 - 18            |
| 29 décembre 2021 | Fenway Bowl               | Fenway Park Boston (Massachusetts)                     | Cavaliers de la Virginie                | Mustangs de SMU                 | Annulé (Covid-19) |
| 29 décembre 2021 | Pinstripe Bowl            | Yankee Stadium Bronx,New York (New York)               | Hokies de Virginia Tech                 | Terrapins du Maryland           | 10 - 54           |
| 29 décembre 2021 | Cheez-It Bowl             | Camping World Stadium Orlando (Floride)                | #19 Tigers de Clemson                   | Cyclones d'Iowa State           | 20 - 13           |
| 29 décembre 2021 | Alamo Bowl                | Alamodome San Antonio (Texas)                          | #16 Sooners de l'Oklahoma               | #14 Ducks de l'Oregon           | 47 - 32           |
| 30 décembre 2021 | Duke's Mayo Bowl          | Bank of America Stadium Charlotte (Caroline du Nord)   | Tar Heels de la Caroline du Nord        | Gamecocks de la Caroline du Sud | 21 - 38           |
| 30 décembre 2021 | Music City Bowl           | Nissan Stadium Nashville (Tennessee)                   | Boilermakers de Purdue                  | Volunteers du Tennessee         | 48 1ET 45         |
| 30 décembre 2021 | Las Vegas Bowl            | Allegiant Stadium Paradise (Nevada)                    | Sun Devils d'Arizona State              | Badgers du Wisconsin            | 13 - 20           |
| 31 décembre 2021 | Gator Bowl                | TIAA Bank Field Jacksonville (Floride)                 | #17 Demon Deacons de Wake Forest        | Scarlet Knights de Rugers       | 38 - 10           |
| 31 décembre 2021 | Sun Bowl                  | Sun Bowl Stadium El Paso (Texas)                       | Cougars de Washington State             | Chippewas de Central Michigan   | 21 - 24           |
| 31 décembre 2021 | Arizona Bowl              | Arizona Stadium Tucson (Arizona)                       | Broncos de Boise State                  | Chippewas de Central Michigan   | Annulé (Covid-19) |
| 1er janvier 2022 | Outback Bowl              | Raymond James Stadium Tampa (Floride)                  | #21 Razorbacks de l'Arkansas            | Nittany Lions de Penn State     | 24 - 10           |
| 1er janvier 2022 | Citrus Bowl               | Camping World Stadium Orlando (Floride)                | #22 Wildcats du Kentucky                | #15 Hawkeyes de l'Iowa          | 20 - 17           |
| 4 janvier 2022   | Texas Bowl                | NRG Stadium Houston (Texas)                            | Wildcats de Kansas State                | Tigers de LSU                   | 42 - 20           |

### Statistique des bowls par conférences
| Conférence          | Nb. de Bowlsdisputés | Bilan (Vic. - Déf.) | %    |
| ------------------- | -------------------- | ------------------- | ---- |
| AAC (The American)  | 4                    | 3 - 1               | 75   |
| ACC                 | 6                    | 2 - 4               | 33   |
| Big 12              | 7                    | 5 - 2               | 71,4 |
| Big Ten             | 10                   | 6 - 4               | 60   |
| C-USA               | 8                    | 3 - 5               | 37,5 |
| Indépendants        | 4                    | 2 - 2               | 50   |
| MAC (Mid-American)  | 8                    | 3 - 5               | 37,5 |
| MWC (Mountain West) | 6                    | 5 - 1               | 83,3 |
| Pac-12              | 5                    | 0 - 5               | 0    |
| SEC                 | 12                   | 5 - 7               | 41,7 |
| Sun Belt            | 4                    | 3 - 1               | 50   |

## Récompenses

### Trophée Heisman
| Place | Joueurs finalistes | Équipes    | Postes | Points |
| ----- | ------------------ | ---------- | ------ | ------ |
| 1     | Bryce Young,       | Alabama    | QB     | 2 311  |
| 2     | Aidan Hutchinson   | Michigan   | DE     | 954    |
| 3     | Kenny Pickett      | Pittsburgh | QB     | 631    |
| 4     | C. J. Stroud       | Ohio State | QB     | 399    |

### Autres trophées

#### Joueurs
| Dénomination du trophée                                                                | Joueur                | Poste | Équipe          | Réf.   |
| -------------------------------------------------------------------------------------- | --------------------- | ----- | --------------- | ------ |
| Associated Press NCAA MVP (meilleur joueur de la saison)                               | Bryce Young           | QB    | Alabama         | [ 32 ] |
| Lombardi Award                                                                         | Aidan Hutchinson      | DE    | Michigan        |        |
| Maxwell Award (meilleur joueur de la saison)                                           | Bryce Young           | QB    | Alabama         | [ 33 ] |
| Trophée Sporting News (meilleur joueur de la saison)                                   | Bryce Young           | QB    | Alabama         |        |
| Walter Camp Award (meilleur joueur de la saison)                                       | Kenneth Walker III    | RB    | Michigan State  | [ 33 ] |
| Trophée Burlsworth (meilleur joueur ayant commencé sa carrière NCAA comme « walk-on ») | Grant Morgan          | LB    | Arkansas        | [ 33 ] |
| Paul Hornung Award (en)                                                                | Marcus Jones (en)     | CB    | Houston         | [ 34 ] |
| Trophée William V. Campbell                                                            | Charlie Kolar (en)    | TE    | Iowa State      | [ 33 ] |
| Trophée Wuerffel                                                                       | Isaiah Sanders        | QB    | Stanford        | [ 33 ] |
| Trophée Outland (meilleur joueur de ligne intérieur, offensif ou défensif)             | Jordan Davis          | DT    | Georgia         | [ 33 ] |
| Trophée Jon-Cornish (meilleur joueur canadien)                                         | John Metchie III (en) | WR    | Alabama         | [ 35 ] |
| Quarterback                                                                            |                       |       |                 |        |
| Davey O'Brien Award                                                                    | Bryce Young           | QB    | Alabama         |        |
| Johnny Unitas Award (senior/4e année)                                                  | Kenny Pickett         | QB    | Pittsburgh      |        |
| Manning Award                                                                          | Bryce Young           | QB    | Alabama         | [ 36 ] |
| Running-back                                                                           |                       |       |                 |        |
| Doak Walker Award                                                                      | Kenneth Walker III    | RB    | Michigan State  |        |
| Wide-receiver                                                                          |                       |       |                 |        |
| Fred Biletnikoff Award                                                                 | Jordan Addison (en)   | WR    | Pittsburgh      |        |
| Tight end                                                                              |                       |       |                 |        |
| John Mackey Award                                                                      | Trey McBride          | TE    | Colorado State  |        |
| Hommes de ligne                                                                        |                       |       |                 |        |
| Trophée Dave Rimington (center)                                                        | Tyler Linderbaum      | C     | Iowa            | [ 33 ] |
| Trophée Bronko Nagurski (meilleur joueur défensif)                                     | Will Anderson Jr.     | LB    | Alabama         | [ 33 ] |
| Chuck Bednarik Award (meilleur joueur défensif)                                        | Jordan Davis          | DT    | Georgia         | [ 33 ] |
| Trophée Lott (meilleur impact défensif)                                                | Aidan Hutchinson      | DE    | Michigan        | [ 33 ] |
| Ted Hendricks Award (meilleur joueur de la ligne défensive)                            | Aidan Hutchinson      | DE    | Michigan        |        |
| Linebacker                                                                             |                       |       |                 |        |
| Dick Butkus Award (linebacker)                                                         | Nakobe Dean (en)      | LB    | Georgia         | [ 33 ] |
| Defensive-back                                                                         |                       |       |                 |        |
| Jim Thorpe Award                                                                       | Coby Bryant (en)      | DB    | Cincinnati      | [ 33 ] |
| Équipes spéciales                                                                      |                       |       |                 |        |
| Lou Groza Award (kicker)                                                               | Jake Moody            | K     | Michigan        | [ 33 ] |
| Ray Guy Award (punter)                                                                 | Matt Araiza (en)      | P     | San Diego State | [ 33 ] |
| Jet Award (spécialiste des retours)                                                    | Marcus Jones          | CB    | Houston         | [ 37 ] |
| Patrick Mannelly Award (en) (long snapper)                                             | Cal Adomitis (en)     | LS    | Pittsburgh      |        |
| Peter Mortell Award (en) (holder)                                                      | Reid Bauer            | H     | Arkansas        | [ 38 ] |

#### Entraîneurs

##### Entraîneurs principaux
| Dénomination du trophée                 | Entraîneur        | Équipe     | Réf.   |
| --------------------------------------- | ----------------- | ---------- | ------ |
| AFCA Coach of the Year (en)             | Luke Fickell (en) | Cincinnati | [ 39 ] |
| Associated Press Coach of the Year (en) | Jim Harbaugh      | Michigan   |        |
| Bobby Dodd Coach of the Year            | Luke Fickell      | Cincinnati |        |
| Eddie Robinson Coach of the Year        | Luke Fickell      | Cincinnati |        |
| George Munger Award (en)                | Dave Aranda (en)  | Baylor     |        |
| Home Depot Coach of the Year            | Luke Fickell      | Cincinnati |        |
| Paul « Bear » Bryant Award              | Luke Fickell      | Cincinnati | [ 40 ] |
| Walter Camp Coach of the Year           | Luke Fickell      | Cincinnati | [ 41 ] |

##### Entraîneurs adjoints
| Dénomination du trophée          | Entraîneur    | Poste                                       | Équipe           | Réf.   |
| -------------------------------- | ------------- | ------------------------------------------- | ---------------- | ------ |
| AFCA Assistant Coach of the Year | Newland Isaac | Entraîneur des RBs                          | Coastal Carolina | [ 42 ] |
| Broyles Award                    | Josh Gattis   | Coordinateur offensif et entraîneur des WRs | Michigan         |        |